# Enric Vila i Casas
|  | No s'ha de confondre amb el periodista i també escriptor Enric Vila i Delclòs. |

Enric Vila i Casas (Barcelona, 1 de març de 1924 - 13 de març de 2015) fou un advocat i escriptor català. Era germà de l'empresari i mecenes Antoni Vila i Casas.

## Biografia
Vila Casas va néixer en el si d'una família d'industrials del tèxtil i professionals liberals. Va fer la diplomatura humanística a la Sorbona i va exercir durant més de cinquanta anys d'advocat. Va ser vicepresident de la Fundació Vila Casas, que presidia el seu germà, Antoni Vila i Casas.
Va començar a escriure quan tenia 60 anys. Publicà assajos i novel·les, com Memòries d'un burgès i un proletari (1996), amb Paco Candel, una obra plurilingüe, en què els autors escriuen les seves memòries, dividides en 15 capítols. Cada capítol té una doble perspectiva sobre el mateix període: el de la classe obrera i el de la burgesia. Candel escriu en castellà i Vila Casas ho fa en català. A Delenda est Catalonia (2008, Viena Edicions), Vila Casas hi exposa amb rigor els motius pels quals cal encetar el procés cap a la independència del país, un cop s'ha comprovat que la via autonomista ha quedat exhaurida. A Ara és l'hora, catalans! (Viena) també defensava la necessitat de començar un procés d'independència de l'Estat. Vila Casas també va escriure novel·la històrica, com Bernat el coix (Viena), en què explica les intrigues del Compromís de Casp. A Nèstor Luján: Entre el rostre i la màscara (Angle), explicava la censura que van patir els escriptors. Memorial de agravios de un ciudadano de Cataluña. A D. Juan Carlos, conde de Barcelona (Dèria Editors) és una obra escrita en castellà, en què detalla greuges contra Catalunya i l'escassa inversió estatal dels últims anys.

## Obra

### Descripció i viatges
- Diari d'un turista; Viatge a Síria i Jordània. Barcelona: Columna, 2001

### Narrativa
- Àlbum de família. Barcelona: La Llar del Llibre, 1984
- Príncep de Roma. Barcelona: Columna, 1989
- Talgo Simfonia. Barcelona: Columna, 1988
- El gos del cantant. Barcelona: Columna, 1986
- Elisenda. Barcelona: Pòrtic, 1985